# 霍斯特·辛德曼
霍斯特·辛德曼（德語：Horst Sindermann，德語發音：[ˈhɔʁst ˈzɪndɐman]，1915年9月5日—1990年4月20日）东德政治人物，共产主义者。1976年10月29日至1989年11月13日期间，辛德曼担任东德人民议会主席。1973年10月至1976年10月，担任东德部长会议主席。

## 生平
霍斯特·辛德曼生于德雷斯顿。1929年加入德国共产党共产主义青年团。战后，加入德国共产党。1946年，德共与德国社会民主党合并为德国统一社会党，他随之成为该党党员。1963年当选为德国统一社会党中央委员。1990年4月20日，因病在柏林去世。